# Donald Behm
Donald Ray „Don“ Behm (* 13. Februar 1945 in Vancouver, Washington) ist ein ehemaliger US-amerikanischer Ringer. Er war Silbermedaillengewinner bei den Olympischen Spielen 1968 im freien Stil im Bantamgewicht.

## Werdegang
Don Behm wuchs in Winnetka, New Trier Township, Illinois, auf und begann dort als Jugendlicher an der High School mit dem Ringen, wobei er sich ganz auf den freien Stil konzentrierte. Er gewann schon auf der High School viele Preise in Michigan und den Midlands. Nach seiner High-School-Zeit besuchte er die Michigan State University. Er entwickelte sich dort ringerisch sehr positiv weiter und belegte bei den NCAA Division I Collegiate Championships (US-amerikanische Studentenmeisterschaft) 1965 den 3. Platz und 1967 den 2. Platz im Bantamgewicht. Don startete ab 1968 für die Major Daley Youth Foundation auch mit vielen Erfolgen bei den USA-Meisterschaften im freien Stil. 1973 und 1974 wurde er USA-Meister im Bantam- bzw. Federgewicht.
Auf der internationalen Ebene gab Behm bei den Olympischen Spielen 1968 in Mexiko-Stadt sein Debüt im Bantamgewicht. Er hatte dabei einen hervorragenden Start, denn er gewann mit fünf Siegen bei nur einer Niederlage gegen Aboutaleb Talebi aus dem Iran, die verhinderte, dass er noch gegen Yōjirō Uetake aus Japan um Gold kämpfen konnte, die Silbermedaille. Besonders bemerkenswert war dabei sein Sieg über den vielfachen sowjetischen Weltmeister Ali Alijew. Auch bei der Weltmeisterschaft 1969 in Mar del Plata konnte Don überzeugen. Er gewann wieder fünf Kämpfe und unterlag erst im Finale dem Japaner Tadamichi Tanaka.
Bei der Weltmeisterschaft 1970 in Edmonton verlor Don nach drei gewonnenen Kämpfen überraschend gegen den Polen Zbigniew Żedzicki und gegen Abdolbagher Jahangar aus dem Iran und kam nur auf den 5. Platz, obwohl er in einem Vorrundenkampf erneut Ali Alijew besiegt hatte. Bei der Weltmeisterschaft 1971 in Sofia war Don wieder in hervorragender Form. Für ihn standen wieder fünf Siege zu Buche. Er scheiterte aber im Finale erneut an einem Japaner, Hideaki Yanagida. Vorher hatte er an Jahangar und Zedzicki Revanche für die Niederlagen von 1970 genommen.
In der US-amerikanischen Olympiaausscheidung für die Spiele in München scheiterte Don Behm an Richard Sanders. Zum Abschluss seiner internationalen Karriere war er aber bei der Weltmeisterschaft 1973 in Teheran noch einmal am Start. Er verpasste dort mit dem 4. Platz aber knapp eine Medaille.
Nach Beendigung seiner aktiven Laufbahn als Ringer wirkt Don Behm nun schon seit 30 Jahren als Trainer an der East Lansing High School. Von 1977 bis 1983 war er außerdem im Trainerstab der US-Freistil-Nationalmannschaft tätig.

### Internationale Erfolge
(OS = Olympische Spiele, WM = Weltmeisterschaft, F = Freistil, Ba = Bantamgewicht, Fe = Federgewicht, damals bis 57 kg bzw. 62 kg Körpergewicht)
- 1968, Silbermedaille, OS in Mexiko-Stadt, F, Ba, mit Siegen über Javier Raxon, Guatemala, Muhammad Sardar, Pakistan, Bishambar Singh, Indien, Ali Alijew, UdSSR und Iwan Schawow, Bulgarien und einer Niederlage gegen Aboutaleb Talebi, Iran;
- 1969, 2. Platz, WM in Mar del Plata, F, Ba, mit Siegen über Marco Teran, Ecuador, Badsaryn Süchbaatar, Mongolei, Pawel Maljan, UdSSR, Aboutaleb Talebi, Iran und Karl Staric, Kanada, einem Unentschieden gegen Iwan Schawow und einer Niederlage gegen Tadamichi Tanaka, Japan;
- 1970, 5. Platz, WM in Edmonton, F, Ba, mit Siegen über Herbert Singeman, Kanada, Ali Alijew und Hassan Karaman, Türkei und Niederlagen gegen Zbigniew Żedzicki, Polen und Abdolbagher Jahangar, Iran;
- 1971, 1. Platz, Pan American Games, F, Ba, vor Jorge Ramos, Kuba und Eduardo Maggiolo, Argentinien;
- 1971, 1. Platz, Großer Preis von Georgien in Tiflis, F, Ba, vor Dobrogschewidze und Pawel Maljan, bde. UdSSR;
- 1971, 2. Platz, WM in Sofia, F, Ba, mit Siegen über Hassan Karaman, Eduardo Maggiolo, Abdolbagher Jahangar, Zbigniew Żedzicki und Megdiin Choilogdordsch, Mongolei, einem Unentschieden gegen Wladimir Schatkow, UdSSR und einer Niederlage gegen Hideaki Yanagida, Japan;
- 1973, 5. Platz, WM in Teheran, F, Ba, mit Siegen über Horst Mayer, DDR, Khiou Kha, Nordkorea und Eduard Giray, BRD und Niederlagen gegen Megdiin Choilogdordsch und Sahin Bak, Türkei;
- 1973, 5. Platz, Studenten-WM in Moskau, F, Ba, hinter T. Sasaki, Japan, Mohsen Farahvashi, Iran, P. Tschestjakow, UdSSR und S. Kumar, Indien und vor D. Minegusti, Italien

### USA-Meisterschaften
- 1968, 4. Platz, F, Ba, hinter Richard Sofman, Masaaki Hatta und James P. Hanson,
- 1973, 1. Platz, F, Ba, vor James Carr und John Morley,
- 1974, 1. Platz, F, Fe, vor David Pruzansky und Tesu Ikeno,
- 1975, 5. Platz, F, Fe, hinter Doug Moses, Mu Chang, Kiyoshe Abe und Jim Humphrey,
- 1976, 5. Platz, F, Fe, hinter Kiyoshe Abe, Jim Humphrey, Phil Parker und Mark Massery,
- 1977, 3. Platz, F, Fe, hinter Jim Humphrey und Tim Cisewski und vor Kenichi Horii und Nick Gallo